# Франц-Ульріх Гартль
Франц-Ульріх Гартль (нім. Franz-Ulrich Hartl, нар. 10 березня 1957, Ессен, ФРН) — німецький науковець. Фахівець з біохімії та цитології. З 1997 року директор Відділу клітинної біохімії Інституту біохімії Товариства Макса Планка

## Кар'єра
Отримав ступінь в Гейдельберзькому університеті. В 1990 році отримав ступінь хабілітованого доктора медицини в Мюнхенському університеті Людвіга-Максиміліана. Займається вивченням фолдингу білка.

## Нагороди та визнання
- 1996: Vinci Award, LVMH Science for Art competition
- 1997: Fritz Lipmann Lectureship от Американського товариства біохімії та молекулярної біології[en]
- 1997: іноземний член Академії наук, людини та мистецтв Північного Рейну-Вестфалії[en]
- 1998: член Європейської організації молекулярної біології
- 1999: Премія Берлін-Брандербузької Академії[en]
- 2000: Премія Вільгельма Вайлянта[de]
- 2000: іноземний почесний член Американської академії мистецтв і наук
- 2002: Премія Лейбніца
- 2002: член Леопольдини
- 2003: Feldberg Prize
- 2004: член Баварської академії наук
- 2004: Міжнародна премія Гайрднера
- 2005: Премія Ернста Юнга[en]
- 2006: Stein and Moore Award of the Protein Society
- 2006: Премія Кербера
- 2007: Премія Вайлі[en].[5]
- 2008: Премія Розенстіла[en][6]
- 2008: Премія Луїзи Гросс Горвіц
- 2008: почесний член Японського біохімічного товариства
- 2009: Медаль Отто Варбурга[en]
- 2009: член Американської асоціації сприяння розвитку науки
- 2010: Премія фон Гізеля з біомедичних досліджень в Європі
- 2010: Двадцять сьома щорічна Меморіальна лекція Синтії Анн Чан, Каліфорнійський університет, Берклі
- 2010: Премія Гейнекена[en]
- 2011: Премія Альберта Ласкера за фундаментальні медичні дослідження
- 2011: іноземний член Національної академії наук США
- 2011: Премія Мессрі[en]
- 2012: Премія Шао
- 2013: дослідницька нагорода Герберта Табора
- 2013: премія Німецького товариства клінічної хімії та лабораторної медицини[de]
- 2016: Премія медичного центру Олбані[en]
- 2016: Премія Ернста Шерінга[en][7]
- 2017: Медаль Вілсона[en]
- 2017: Премія Дебреценського університету з молекулярної медицини
- 2019: Премія Пауля Ерліха та Людвіга Дармштедтера[en] (спільно з Артур Горвіч та Johnson & Johnson)[8]
- 2020: Премія за прорив у науках про життя

## Доробок
- Die Steuerung peroxisomaler Enzymaktivitäten durch Schilddrüsenhormon in der Leber der Ratte. {{{first}}} {{{last}}}. Dictionary of National Biography. — L. : Smith, Elder & Co., Dissertation, Heidelberg 1985.
- Topogenesis of Mitochondrial Proteins. Mechanisms of Sorting and Assembly of Proteins into the Mitochondrial Subcompartments. Habilitationsschrift, München 1990.
- als Herausgeber: Protein Targeting to Mitochondria. JAI Press, Greenwich, Conn. [u. a.] 1996 (=Advances in molecular and cell biology, Band 17), ISBN 0-7623-0144-9
- F. U. Hartl: Molecular Chaperones in Cellular Protein Folding. In: Nature. Band 381, 1996, S. 571—580, doi:10.1038/381571a0.
- F. U. Hartl und M. Hayer-Hartl: Molecular chaperones in the cytosol. From nascent chain to folded protein. In: Science. Band 295, 2002, S. 1852—1858, doi:10.1126/science.1068408.